# Epopterus dilectus
Epopterus dilectus es una especie de coleóptero de la familia Endomychidae.

## Distribución geográfica
Habita en el Ecuador.